# Station Houx
Station Houx is een voormalige spoorweghalte langs spoorlijn 154, in Houx een deelgemeente van de gemeente Yvoir.
Even verder richting Dinant gaat de spoorlijn de Maas over en begint spoorlijn 150 naar de vallei van de Molignée en vervolgens naar Tamines.

## Aantal instappende reizigers
De grafiek en tabel geven het gemiddeld aantal instappende reizigers weer op een week-, zater- en zondag.
| Tabel: aantal instappende reizigers station Houx | Tabel: aantal instappende reizigers station Houx | Tabel: aantal instappende reizigers station Houx | Tabel: aantal instappende reizigers station Houx |
|                                                  | Weekdag                                          | Zaterdag                                         | Zondag                                           |
| ------------------------------------------------ | ------------------------------------------------ | ------------------------------------------------ | ------------------------------------------------ |
| 1977                                             | 29                                               | 25                                               | 12                                               |
| 1978                                             | 22                                               | 8                                                | 14                                               |
| 1979                                             | 38                                               | 12                                               | 12                                               |
| 1980                                             | 25                                               | 14                                               | 7                                                |
| 1981                                             | 31                                               | 10                                               | 13                                               |
| 1982                                             | 21                                               | 14                                               | 7                                                |
| 1983                                             | 23                                               | 15                                               | 8                                                |

0,0: Namen ·
3,0: Jambes ·
4,8: Velaine ·
7,6: Dave-Nord ·
10,8: Tailfer ·
12,8: Profondeville ·
14,0: Lustin ·
17,0: Godinne ·
20,1: Yvoir ·
21,8: Houx ·
25,8: Bouvignes-sur-Meuse ·
28,0: Dinant ·
29,5: Neffe ·
36,4: Waulsort ·
36,4: Waulsort-Dorp ·
41,8: Hastière ·
44,2: Hermeton-sur-Meuse ·
46,1: Heer-Agimont